# De Windhond (Woerden)
De Windhond is de naam van de ronde stenen stellingmolen die in 1755 in Woerden is gebouwd. De molen staat op een molenberg, oorspronkelijk een bastion, behorende bij de stadswallen van Woerden.
De hoogte van de stelling bedraagt 9,3 meter. De molenberg heeft een hoogte van 5,7 meter. De buitenzijde van de molen is zwart. De molen heeft een vlucht van 25,2 meter.
De naam De Windhond verwijst wellicht naar hazewindhond, een naam die vroeger vaker aan molens werd gegeven.
De molen heeft een grote landschappelijke waarde en is mede bepalend voor het stadsbeeld van Woerden.

## Geschiedenis
Bij de bouw van de molen De Windhond is de oudere molen, die op dezelfde plaats stond, in opdracht van Jan Wellen en Katrina Kellink gesloopt. De Windhond werd in 1877 voorzien van een stoommachine en in 1901 van een gasmotor. De molen is in 1984 gerestaureerd en is als korenmolen nog steeds in gebruik. De gasmotor kan nog steeds gebruikt worden, hoewel de molen doorgaans door de wind wordt aangedreven.
Het interieur van de molen is grotendeels in authentieke staat. De voorlaatste molenaar woonde tot oktober 2011 in de woning onderaan de molen.
De molen was vanaf 1876 eigendom van de fam. Hoogendoorn, is sinds 1977 in eigendom van de gemeente Woerden en is op woensdag en zaterdag te bezoeken.
De Woerdense VVV huisde tot 2010 in het gebouwtje onder aan de molen. Sinds 1 mei 2018 is (het woongedeelte van) de molen weer permanent bewoond door de dienstdoende molenaar van De Windhond.

## Fotogalerij

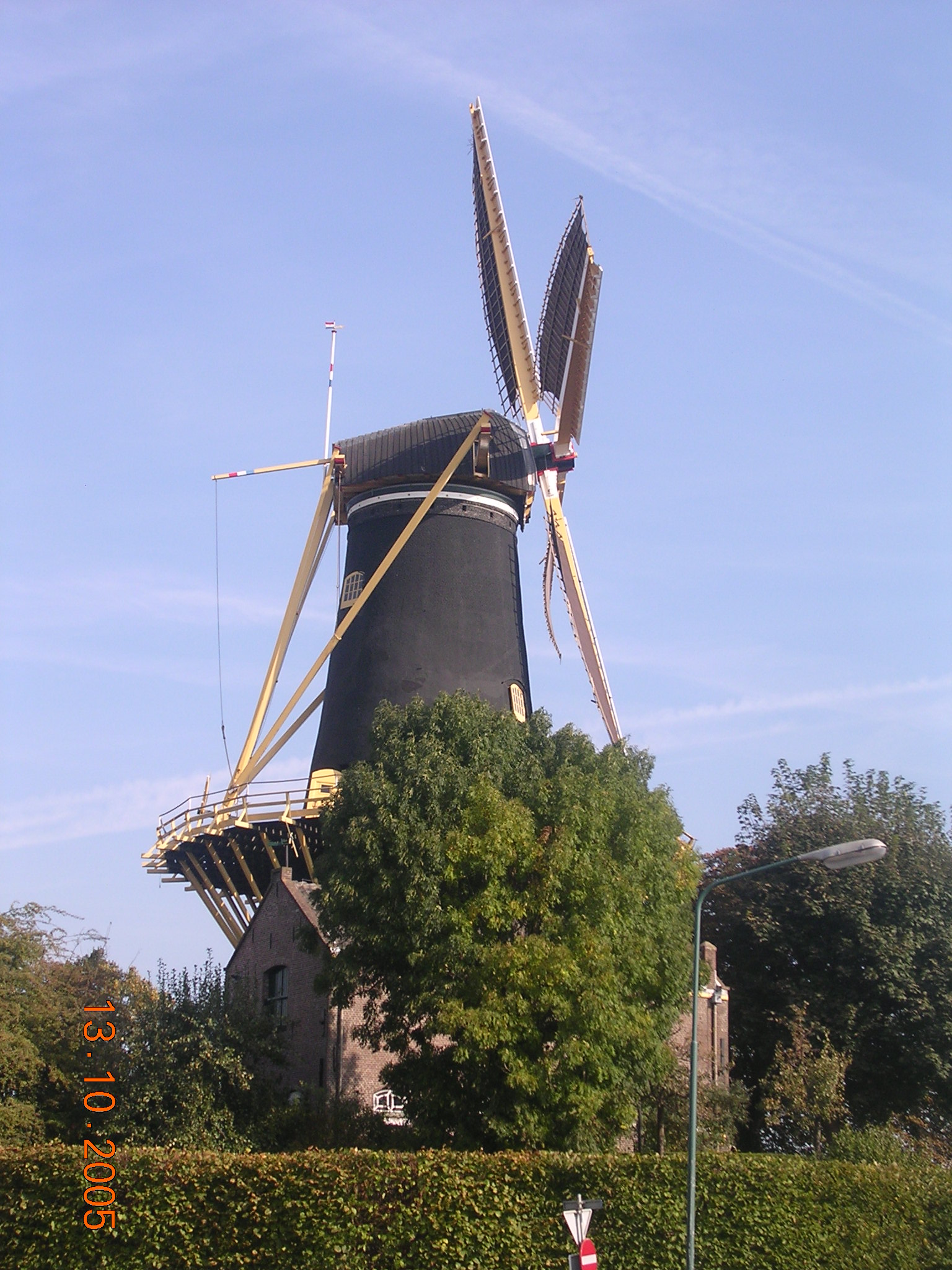
De molen gezien vanaf de Burgemeester Vosbrug
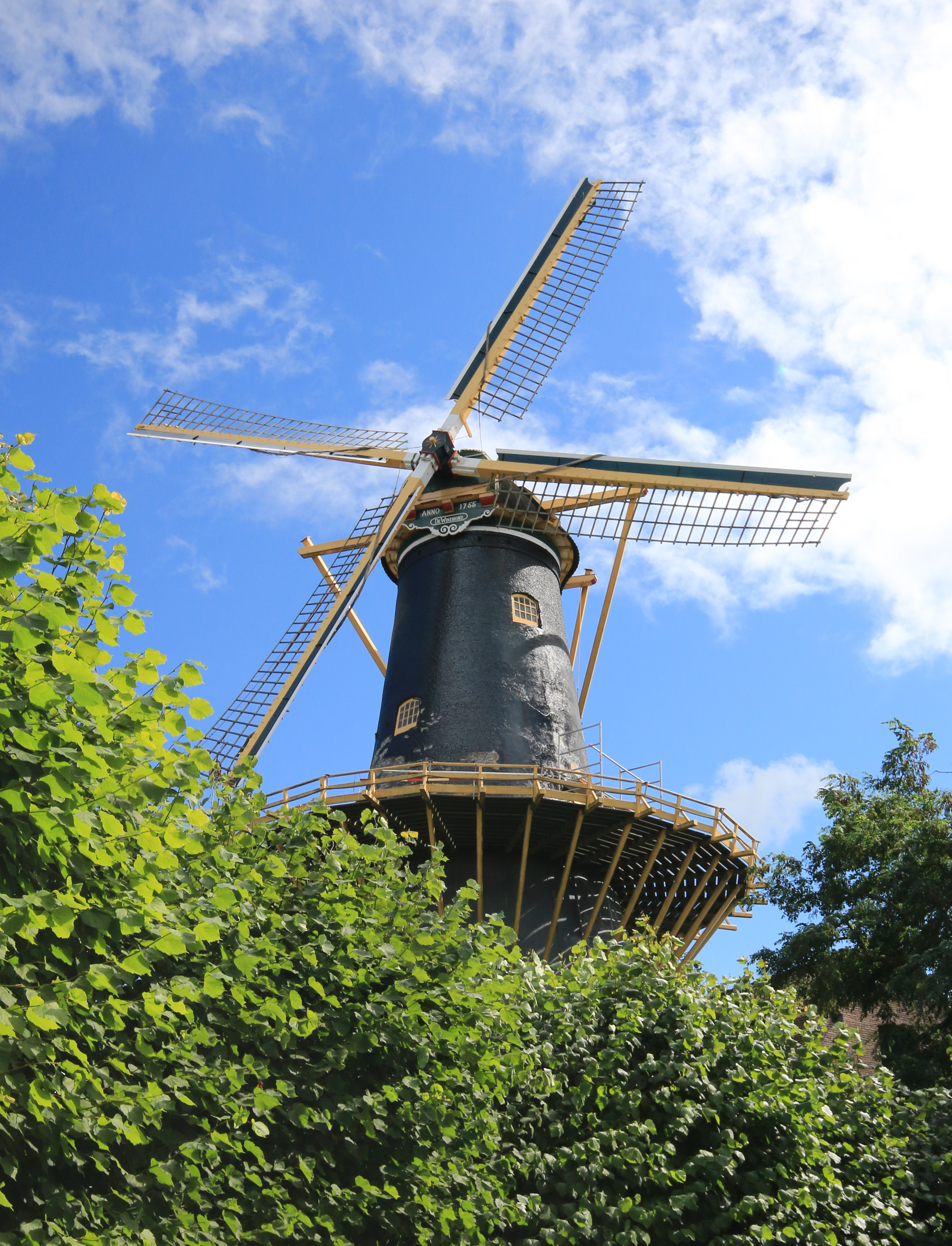
De molen gezien vanaf de Kruittorenweg
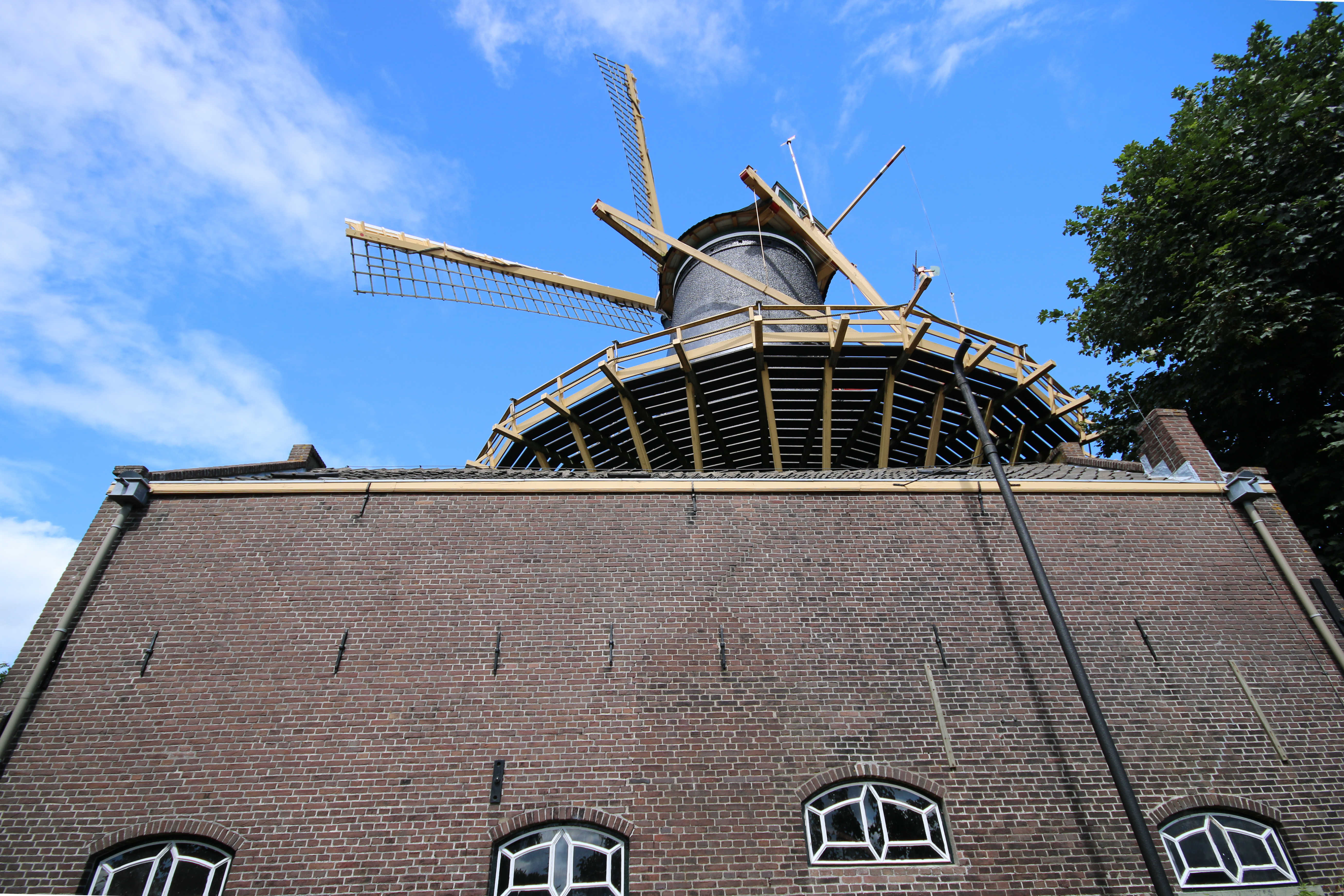
Molen en onderbouw
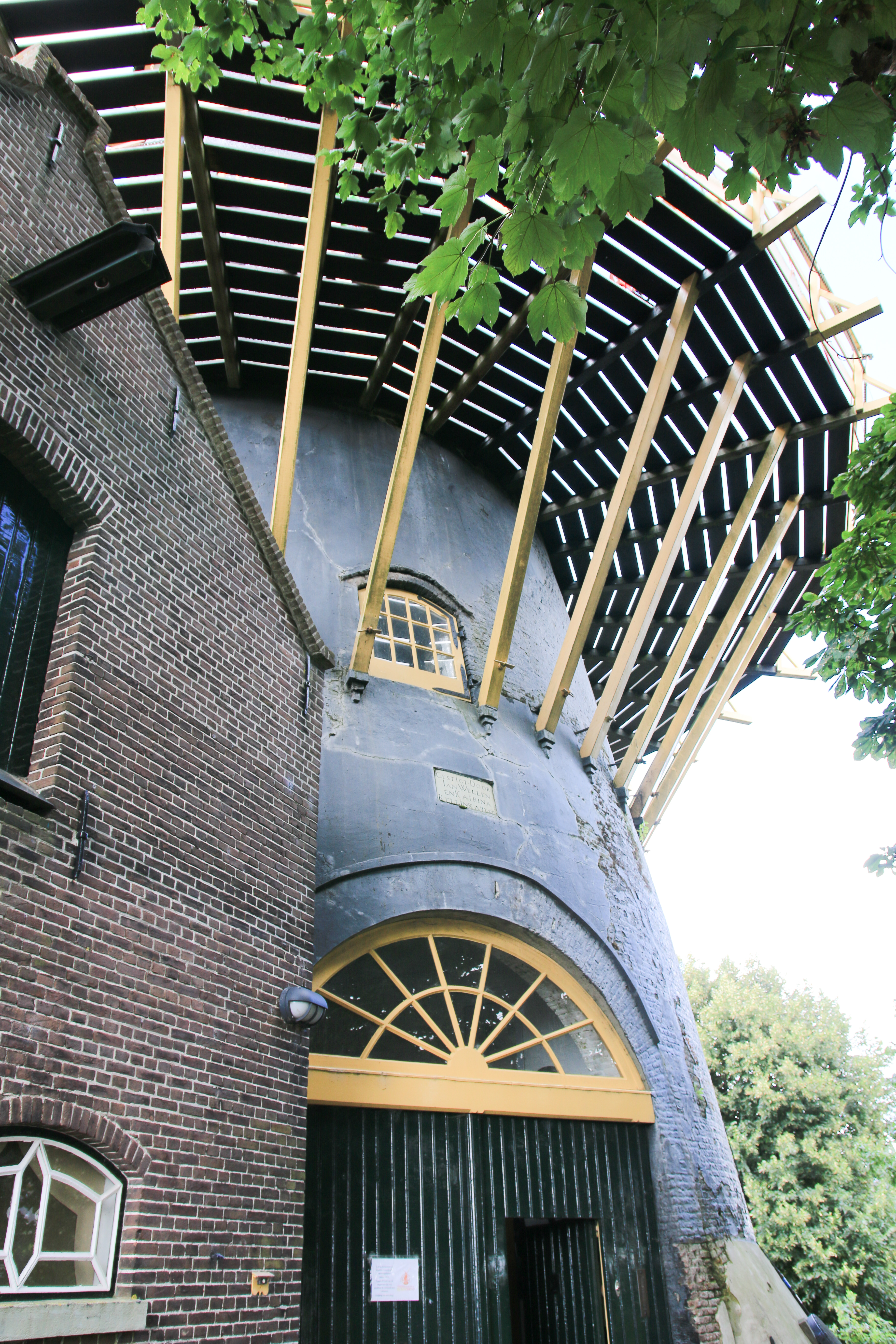
De ingang
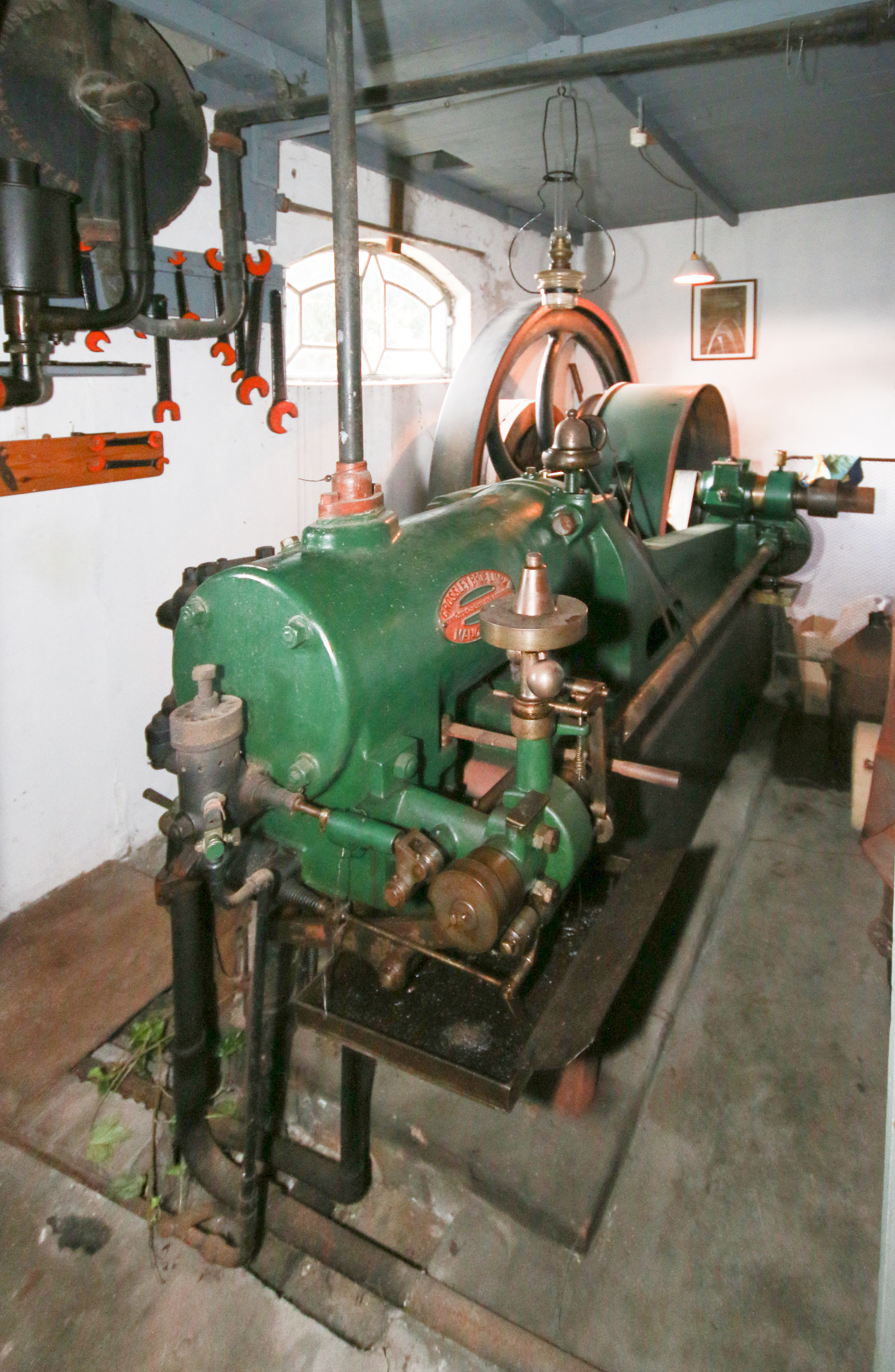
De gasmotor